# Torreádor-dal
A Torreádor-dal egy ária Georges Bizet: Carmen című operájának második felvonásából.
A történet:
Escamillót, a torreádort ünneplő fáklyás menet halad Lillas Pastia kocsmája felé. A cigánylányok behívják a menetet a kocsmába, hogy igyanak Escamilló egészségére. A torreádor az áriában elénekli, mennyire szereti a harcot a bikával, a közönség éljenzését és a veszélyt.
Magyar átdolgozás:
| Szerző       | Mire        | Mű                      |
| ------------ | ----------- | ----------------------- |
| Petres Csaba | két furulya | Tarka madár, 138. kotta |

## Felvételek
- Georges Bizet:  Carmen: Torreádordal. Jámbor László  YouTube (2011. június 22.)  (Hozzáférés: 2017. június 27.) (audió) 1:13–2:04, 3:15–4:07.